# Bundesautobahn 25
Pour les articles homonymes, voir A25.
La Bundesautobahn 25 (ou BAB 25, A25 ou Autobahn 25) est une autoroute de 14 kilomètres.